# Rud, Stora Kils distrikt
Rud är en by i Stora Kils distrikt (Stora Kils socken) i Kils kommun, Värmlands län. Byn ligger vid länsväg S 716, strax norr om sjön Nedre Frykens utlopp i Norsälven, sex kilometer norr om tätorten Kil.